# آروو
آروو یک نام کوچک فنلاندی و استونیایی برای مردان است و ممکن است به یکی از افراد زیر اشاره داشته باشد:
- آروو آلتونن (۱۸۹۲–۱۹۴۹)، شناگر و مدال‌آور المپیک اهل فنلاند
- آروو آلر (زادهٔ ۱۹۷۳)، سیاستمدار اهل استونی
- آروو اسکولا (۱۹۰۹–۱۹۷۵)، ورزشکار دو و میدانی و مدال‌آور المپیک اهل فنلاند
- آروو پرت (زادهٔ ۱۹۳۵)، آهنگساز اهل استونی
- آروو تورتیاینن (۱۹۰۴–۱۹۸۰)، نویسندهٔ اهل فنلاند
- آروو ساراپو (۱۹۵۳–۲۰۲۰)، بازرگان و سیاستمدار اهل استونی
- آروو سالو (۱۹۳۲–۲۰۱۱) نویسنده، روزنامه‌نگار و سیاستمدار اهل فنلاند
- آروو کرام (زادهٔ ۱۹۷۱)، مدافع فوتبال اهل استونی
- آروو والتون (زادهٔ ۱۹۳۵)، نویسندهٔ اهل استونی
- آروو ویتانن (۱۹۲۴–۱۹۹۹) اسکی‌باز و مدال‌آور المپیک اهل فنلاند
- آروو هاویستو (۱۹۰۰–۱۹۷۷)، کشتی‌گیر آزاد و مدال‌آور المپیک اهل فنلاند
- آروو یولپه (۱۸۸۷–۱۹۹۲)، پزشک اطفال اهل فنلاند